# Yohanes Harun Yuwono
Yohanes Harun Yuwono (Padang, 4 luglio 1964) è un arcivescovo cattolico indonesiano, dal 3 luglio 2021 arcivescovo metropolita di Palembang.

## Biografia
È nato il 4 luglio 1964 a Padang.

### Formazione e ministero sacerdotale
Dopo aver studiato filosofia e teologia presso il seminario maggiore interdiocesano St. Petrus a Pematangsiantar, a Sumatra, è stato ordinato presbitero l'8 dicembre 1992 dal vescovo Hilarius Moa Nurak. Successivamente ha conseguito la licenza in islamologia al Pontificio Istituto di Studi Arabi e d'Islamistica di Roma. Dal 2011 al 2013 è stato nominato rettore del seminario maggiore interdiocesano St. Petrus a Pematangsiantar.

### Ministero episcopale
Il 19 luglio 2013 papa Francesco lo ha nominato vescovo di Tanjungkarang. Ha ricevuto l'ordinazione episcopale il 10 ottobre successivo dall'arcivescovo metropolita di Palembang Aloysius Sudarso, co-consacranti il vescovo di Pangkal-Pinang Hilarius Moa Nurak e l'arcivescovo di Medan Anicetus Bongsu Antonius Sinaga.
Dal 29 aprile 2016 al 23 settembre 2017 ha ricoperto l'ufficio di amministratore apostolico della diocesi di Pangkal-Pinang. 
L'11 giugno 2019 viene ricevuto in udienza papale durante la visita ad limina insieme agli altri vescovi indonesiani.
Il 3 luglio 2021 papa Francesco lo ha promosso arcivescovo metropolita di Palembang, succedendo a Aloysius Sudarso, ritiratosi per raggiunti limiti d'età. Ha preso possessso dell'arcidiocesi il 10 ottobre successivo.

## Genealogia episcopale e successione apostolica
La genealogia episcopale è:
- Cardinale Scipione Rebiba
- Cardinale Giulio Antonio Santori
- Cardinale Girolamo Bernerio, O.P.
- Arcivescovo Galeazzo Sanvitale
- Cardinale Ludovico Ludovisi
- Cardinale Luigi Caetani
- Cardinale Ulderico Carpegna
- Cardinale Paluzzo Paluzzi Altieri degli Albertoni
- Papa Benedetto XIII
- Papa Benedetto XIV
- Papa Clemente XIII
- Cardinale Marcantonio Colonna
- Cardinale Giacinto Sigismondo Gerdil, B.
- Cardinale Giulio Maria della Somaglia
- Cardinale Carlo Odescalchi, S.I.
- Cardinale Costantino Patrizi Naro
- Cardinale Lucido Maria Parocchi
- Papa Pio X
- Papa Benedetto XV
- Papa Pio XII
- Vescovo Henri Martin Mekkelholt, S.C.I.
- Vescovo Joseph Hubertus Soudant, S.C.I.
- Arcivescovo Aloysius Sudarso, S.C.I.
- Arcivescovo Yohanes Harun Yuwono

La successione apostolica è:
- Vescovo Vinsensius Setiawan Triatmojo (2023)